# Emi Koussi (département)
Le département de l'Emi Koussi est un des quatre départements composant la province du Borkou au Tchad. Son chef-lieu est Yebibou.

## Toponymie
Le département tire son nom de l'Emi Koussi, volcan éteint situé à l'extrémité sud-est du massif du Tibesti, point culminant du Tchad et du Sahara.

## Subdivisions
Le département de l'Emi Koussi compte trois communes :
- Yebbibou,
- Miski,
- Goumour.

## Histoire
Le département de l'Emi Koussi a été créé par l'ordonnance n° 038/PR/2018 portant création des unités administratives et des collectivités autonomes du 10 août 2018.
Il correspond à une partie du département du Borkou de 2008.

## Administration
Préfets de l'Emi Koussi (depuis 2018)
- 4 septembre 2018 : Hassane Mahamout Wahili[2]